# 959년

## 연호
- 후주(後周) 현덕(顯德) 6년
- 요(遼) 응력(應曆) 9년
- 일본(日本) 덴토쿠(天徳) 3년
- 남한(南漢) 대보(大寶) 2년
- 후촉(後蜀) 광정(廣政) 22년
- 북한(北漢) 천회(天會) 3년

## 기년
- 후주(後周) 세종(世宗) 6년 / 공제(恭帝) 원년
- 요(遼) 목종(穆宗) 9년
- 고려(高麗) 광종(光宗) 10년